# San Bartolomé Atlatlahuca
San Bartolomé Atlatlahuca är en ort i Mexiko.   Den ligger i kommunen Tenango del Valle och delstaten Mexiko, i den sydöstra delen av landet, 60 km sydväst om huvudstaden Mexico City. San Bartolomé Atlatlahuca ligger 2 683 meter över havet och antalet invånare är 5 380.
Terrängen runt San Bartolomé Atlatlahuca är kuperad. Runt San Bartolomé Atlatlahuca är det tätbefolkat, med 397 invånare per kvadratkilometer. Närmaste större samhälle är Tenango de Arista, 4,4 km nordost om San Bartolomé Atlatlahuca. I omgivningarna runt San Bartolomé Atlatlahuca växer huvudsakligen savannskog.